# Morinville
Pour les articles homonymes, voir Morin.
Morinville est une ville du centre de l'Alberta au Canada, située à 34 km au nord d'Edmonton sur l'autoroute 2[réf. nécessaire].

## Historique
La ville a été fondée par le curé Jean-Baptiste Morin, originaire de Saint-Paul, Québec, qui y avait amené des colons canadiens-français à la fin des années 1800, puis des pionniers allemands. On y retrouve d'ailleurs aujourd'hui beaucoup de patronymes français et allemands comme Riopel, Boissonnault, Tailleur, Houle, Labonté, St-Laurent, Maisonneuve, Bokenfohr, Krauskopf, Villebois-la-Valette, Rustemier et Meyers. Un monument situé dans le parc Saint Jean-Baptiste dresse la liste de plusieurs de ces colons et pionniers. 

### Église Saint-Jean-Baptiste
L'église catholique de Saint-Jean-Baptiste a été construite en 1907. Cette église ainsi que le couvent désaffecté mitoyen ont été déclarés site historique en 1975. En 2005, pour le centenaire de la province de l'Alberta, un parc fut aménagé autour de l'église avec une tour-horloge[réf. nécessaire]. 
Le 30 juin 2021, l'église est la proie d'un grand incendie qui détruit entièrement le bâtiment.  Selon la Gendarmerie royale du Canada, l'incendie est d'origine suspecte.

## Données actuelles
En 2006, Morinville avait une population de 6.775 habitants se répartissant dans 2 401 maisons. Parmi celle-ci, le recensement de la population comptait environ 12 % de francophones (810 locuteurs). La superficie de la ville est de 11,34 km2[réf. nécessaire]. La minorité franco-albertaine bénéficie d'une éducation en langue française dispensée à l'école élémentaire Notre-Dame. Ensuite les élèves peuvent poursuivre leurs études au secondaire en français au collège de la Communauté de Morinville (Morinville Community High School) qui propose un enseignement bilingue avec notamment un enseignement d'immersion en français pour les élèves anglophones[réf. nécessaire].
L'église catholique Saint-Jean-Baptiste de Morinville célèbre la messe de l'office religieux dominical dans les deux langues officielles, tous les dimanches de l'année[réf. nécessaire].
La plupart des habitants de Morinville travaillent à Edmonton, la ville étant considérée maintenant comme faisant partie de sa grande banlieue. Morinville a connu ces dernières années une forte croissance due au boom pétrolier de l'Alberta[réf. nécessaire].

### Liens externes

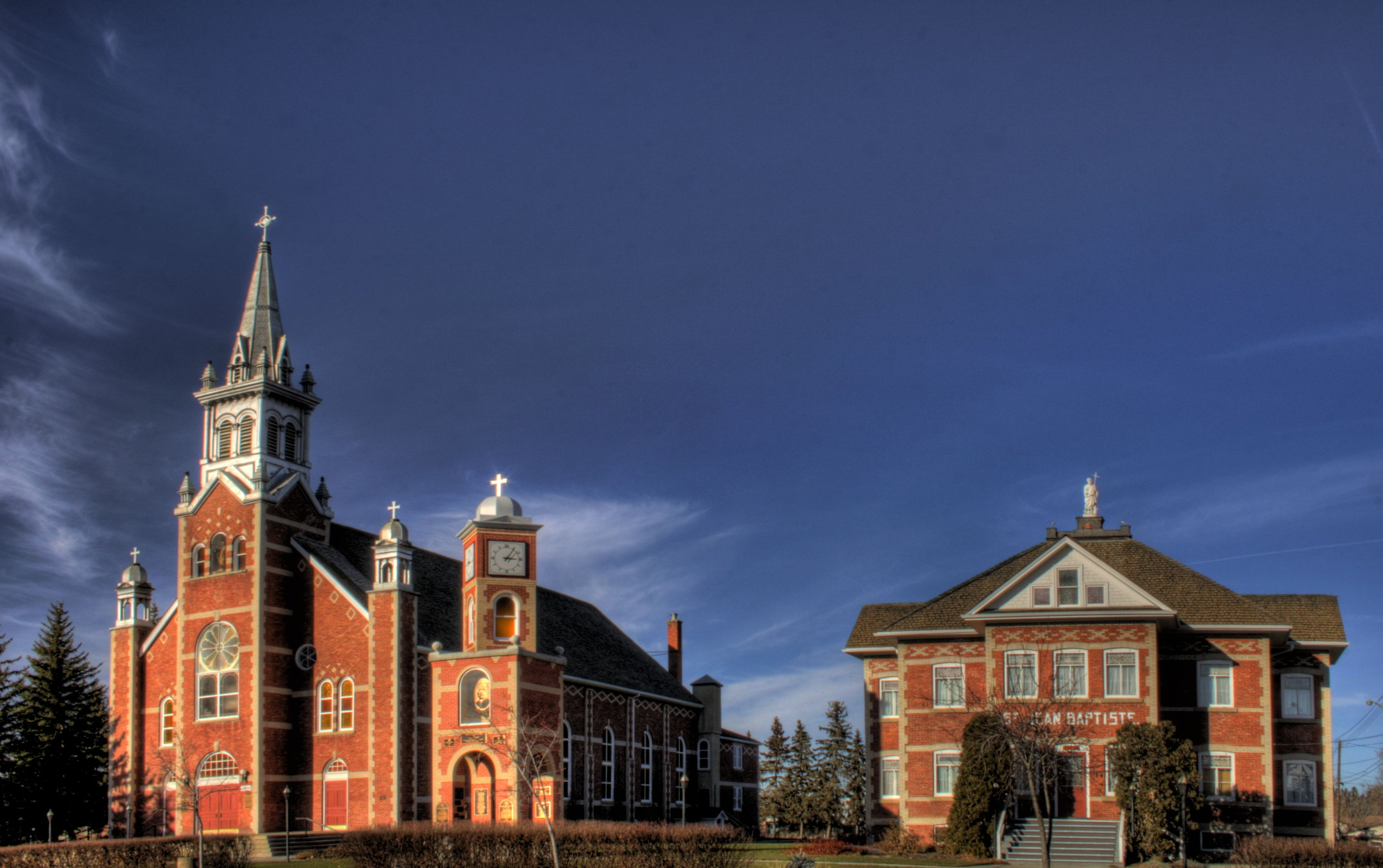
Église et presbytère Saint Jean Baptiste à Morinville.

## Démographie
| 2001  | 2006  | 2011  | 2016  |
| ----- | ----- | ----- | ----- |
| 6 540 | 6 775 | 8 569 | 9 848 |